# 지옥행 특급택시
《지옥행 특급택시》(영어: The Fare)는 미국에서 제작된 D.C. 해밀턴 감독의 2018년 SF, 액션 영화이다.

## 출연
주연
- 지노 안소니 페시 - 해리스 역
- 브리나 켈리 - 페니 역

조연
- 제이슨 스튜어트 - 운행 관리원 역
- 존 제이콥스 - 연약한 남자 역
- 맷 몬타나 - 듀이 역